# 2011년 일본 프로 야구 올스타전
2011년 일본 프로 야구 올스타전은 2011년 7월 22일부터 7월 24일까지 열린 일본 프로 야구의 올스타전 경기이다.

## 개요
- 2008년부터 계속된 마쓰다의 특별 협찬을 받아 ‘마쓰다 올스타 게임 2011’(マツダオールスターゲーム2011)라는 이름으로 개최됐다.
- 선수 연금 제도의 재원 확보[1] 등 일본 야구 기구(NPB)의 수익 강화를 목적으로 2001년 이후 10년 만이 되는 3경기로 개최하게 됐다.[2]
- NPB에서는 ‘일본 체육 협회·일본 올림픽 위원회 창립 100주년 기념 사업’으로 하고 있다.

## 일정
- 1차전 : 7월 22일

나고야 돔(18시 29분에 시작, 센트럴 리그가 홈팀으로 취급)
- 2차전 : 7월 23일

QVC 마린필드(14시 04분에 시작, 퍼시픽 리그가 홈팀으로 취급)
- 3차전 : 7월 24일

일본제지 클리넥스 스타디움 미야기(12시 37분에 시작, 퍼시픽 리그가 홈팀으로 취급)
1. 1차전, 2차전은 홈 1루측, 3차전은 홈 3루측[4]
2. 2차전과 3차전은 낮 경기로 열린다. 낮 경기로 개최된 사례는 2007년 2차전(풀스타 미야기=현: 라쿠텐 세이메이 파크 미야기·14시 시작) 이래

### 개최지 변경 관련
당초에 1차전은 나고야 돔, 2차전은 도쿄 돔(이상 2경기는 센트럴 리그가 홈팀으로 취급), 3차전은 QVC 마린필드(퍼시픽 리그가 홈팀으로 취급)에서 열릴 예정이었다. 하지만 3월 11일에 발생한 동일본 대지진과 후쿠시마 제1 원자력 발전소 사고로부터 부흥을 일으키는 차원에서 도쿄 돔에서의 개최를 변경해 미야기현 고등학교 야구 연맹 등 각 관계 기관과 협상을 벌여 전국 고등학교 야구 선수권 미야기 대회가 예정돼 있던 센다이에서 개최키로 결정했다.
이러한 이동 스케줄 관계상 QVC 마린필드에서의 경기는 2차전으로 앞당겼고 3차전 개최 구장을 센다이·클리넥스 스타디움으로 변경하는 조치를 취했다. 2차전과 3차전은 중계 방송국의 사정으로 낮 경기로 진행됐기 때문에 1차전 종료 후 심야에 일부 선수를 제외한 주부 국제공항에서 하네다 공항까지 전세기편으로 이동하게 됐다. 또한 우천으로 취소될 경우 리그전이 7월 25일부터 재개되기 때문에 순연(예비일)을 설정하지 않고 해당 구장의 경기는 취소하기로 돼있었지만 3경기 모두 예정대로 진행하게 됐다.

## 특별 행사
- 홈런 더비
- 지진 재해 부흥 지원 이벤트(3차전에만 해당)
- 야구 전당 헌액식(1차전 도중)

참석자 : 오치아이 히로미쓰, 미나가와 무쓰오(오치아이는 센트럴 리그 감독으로서 지휘를 하기 위해 유니폼 차림으로 표창을 받았고 미나가와는 고인이기 때문에 유족이 대리 참석)

## 출장 선수
| 범례 - 굵은 글씨 : 팬 투표에 의한 출장 - ※ : 선수간 투표에 의한 출장 - ◇ : ‘마쓰다 스카이 액티브 테크놀로지 플러스 원 드림’ 투표에 의한 출장 - ▲ : 출장 사퇴 선수 발생에 의한 보충 선수 - 그 외에는 감독 추천에 의한 출장 |

| 센트럴 리그 | 센트럴 리그          | 센트럴 리그 | 센트럴 리그 |
| ----------- | -------------------- | ----------- | ----------- |
| 감독        | 오치아이 히로미쓰    | 주니치      |             |
| 코치        | 마유미 아키노부      | 한신        |             |
| 코치        | 하라 다쓰노리        | 요미우리    |             |
| 선발 투수   | 요시노리             | 야쿠르트    | 2           |
| 중간 계투   | 아사오 다쿠야        | 주니치      | 2           |
| 마무리 투수 | 후지카와 규지        | 한신        | 7           |
| 투수        | 우쓰미 데쓰야※       | 요미우리    | 4           |
| 투수        | 이와세 히토키        | 주니치      | 8           |
| 투수        | 요시미 가즈키        | 주니치      | 4(1)        |
| 투수        | 에노키다 다이키      | 한신        | 첫 출장     |
| 투수        | 구보 유야            | 요미우리    | 2           |
| 투수        | 사와무라 히로카즈◇   | 요미우리    | 첫 출장     |
| 투수        | 임창용               | 야쿠르트    | 3           |
| 투수        | 다테야마 쇼헤이      | 야쿠르트    | 3           |
| 투수        | B. 벌링턴            | 히로시마    | 첫 출장     |
| 투수        | D. 사파테            | 히로시마    | 첫 출장     |
| 투수        | 야마구치 슌          | 요코하마    | 2           |
| 투수        | 에지리 신타로        | 요코하마    | 첫 출장     |
| 포수        | 아베 신노스케※       | 요미우리    | 8           |
| 포수        | 아이카와 료지        | 야쿠르트    | 4           |
| 포수        | 이시하라 요시유키    | 히로시마    | 3           |
| 1루수       | 하타케야마 가즈히로※ | 야쿠르트    | 첫 출장     |
| 2루수       | 이바타 히로카즈      | 주니치      | 8           |
| 2루수       | 히라노 게이이치※     | 한신        | 3           |
| 3루수       | 무라타 슈이치※       | 요코하마    | 3           |
| 유격수      | 사카모토 하야토※     | 요미우리    | 4           |
| 내야수      | 아라키 마사히로      | 주니치      | 4           |
| 내야수      | 미야모토 신야        | 야쿠르트    | 6           |
| 내야수      | 구리하라 겐타        | 히로시마    | 4(1)        |
| 내야수      | 와타나베 나오토      | 요코하마    | 첫 출장     |
| 외야수      | 아오키 노리치카※     | 야쿠르트    | 7           |
| 외야수      | W. 발렌틴            | 야쿠르트    | 첫 출장     |
| 외야수      | A. 라미레스※         | 요미우리    | 7           |
| 외야수      | 조노 히사요시※       | 요미우리    | 첫 출장     |
| 외야수      | M. 머턴              | 한신        | 2           |

| 퍼시픽 리그 | 퍼시픽 리그        | 퍼시픽 리그 | 퍼시픽 리그 |
| ----------- | ------------------ | ----------- | ----------- |
| 감독        | 아키야마 고지      | 소프트뱅크  |             |
| 코치        | 와타나베 히사노부  | 세이부      |             |
| 코치        | 니시무라 노리후미  | 지바 롯데   |             |
| 선발 투수   | 다르빗슈 유※       | 닛폰햄      | 5           |
| 중간 계투   | 모리후쿠 마사히코  | 소프트뱅크  | 첫 출장     |
| 마무리 투수 | 마하라 다카히로    | 소프트뱅크  | 4           |
| 투수        | 와다 쓰요시        | 소프트뱅크  | 4           |
| 투수        | 스기우치 도시야    | 소프트뱅크  | 6           |
| 투수        | 셋쓰 다다시        | 소프트뱅크  | 2           |
| 투수        | 마키타 가즈히사    | 세이부      | 첫 출장     |
| 투수        | 가라카와 유키      | 지바 롯데   | 첫 출장     |
| 투수        | 다케다 히사시      | 닛폰햄      | 5           |
| 투수        | 다케다 마사루      | 닛폰햄      | 첫 출장     |
| 투수        | 사이토 유키◇       | 닛폰햄      | 첫 출장     |
| 투수        | 마스이 히로토시▲   | 닛폰햄      | 첫 출장     |
| 투수        | 히라노 요시히사    | 오릭스      | 3           |
| 투수        | 기시다 마모루      | 오릭스      | 첫 출장     |
| 투수        | 데라하라 하야토    | 오릭스      | 2           |
| 투수        | 다나카 마사히로    | 라쿠텐      | 4           |
| 포수        | 시마 모토히로※     | 라쿠텐      | 3           |
| 포수        | 긴지로             | 세이부      | 첫 출장     |
| 포수        | 사토자키 도모야    | 지바 롯데   | 6           |
| 1루수       | 야마사키 다케시※   | 라쿠텐      | 6           |
| 1루수       | 고쿠보 히로키※     | 소프트뱅크  | 13(2)       |
| 2루수       | 이구치 다다히토    | 지바 롯데   | 7           |
| 2루수       | 혼다 유이치※       | 소프트뱅크  | 첫 출장     |
| 3루수       | 마쓰다 노부히로※   | 소프트뱅크  | 첫 출장     |
| 유격수      | 가와사키 무네노리  | 소프트뱅크  | 8           |
| 유격수      | 나카지마 히로유키※ | 세이부      | 7           |
| 내야수      | 나카무라 다케야    | 세이부      | 4(1)        |
| 외야수      | 우치카와 세이이치※ | 소프트뱅크  | 3           |
| 외야수      | 나카타 쇼※         | 닛폰햄      | 첫 출장     |
| 외야수      | T-오카다           | 오릭스      | 2           |
| 외야수      | 이토이 요시오※     | 닛폰햄      | 3           |
| 외야수      | 사카구치 도모타카  | 오릭스      | 첫 출장     |
| 지명타자    | 이나바 아쓰노리    | 닛폰햄      | 7           |

- 숫자는 출장 횟수를 뜻하며 괄호 안에 있는 숫자는 상기 횟수 가운데 부상 때문에 출전하지 못한 횟수.

1. ↑  오른쪽 어깨근좌상으로 출전을 포기했으며 대체할 선수로는 마스이를 선출했다.

1. ↑  선수간 투표에서 지명타자로 선출.

더욱이 사퇴한 선수는 부상 여부에 상관 없이 야구 협약 86조에 의해 올스타전 종료 후 후반기 시작 시점부터 10경기 동안 선수 등록이 불가능하다.

## 올스타전 경기 결과

### 1차전

#### 스코어
| 팀 | 1 | 2 | 3 | 4 | 5 | 6 | 7 | 8 | 9 | R | H  | E |
| 퍼시픽 | 1 | 1 | 1 | 0 | 0 | 0 | 1 | 0 | 0 | 4 | 11 | 1 |
| 센트럴 | 0 | 0 | 0 | 1 | 8 | 0 | 0 | 0 | X | 9 | 15 | 1 |
| 승리 투수: 야마구치 슌(요코하마) 패전 투수: 다케다 마사루(닛폰햄) 홈런: 퍼시픽 – 이나바 아쓰노리(닛폰햄·3회 1점) 센트럴 – 아라키 마사히로(주니치·5회 2점), 하타케야마 가즈히로(야쿠르트·5회 3점), 블라디미르 발렌틴(야쿠르트·5회 2점), 조노 히사요시(요미우리·5회 1점) |   |   |   |   |   |   |   |   |   |   |    |   |

#### 출장 선수
| 퍼시픽 | 퍼시픽 | 퍼시픽            |
| 타순   | 수비   | 선수              |
| ------ | ------ | ----------------- |
| 1      | (유)   | 가와사키 무네노리 |
| 2      | (二)   | 혼다 유이치       |
| 3      | (지)   | 이나바 아쓰노리   |
| 4      | (一)   | 고쿠보 히로키     |
| 5      | (三)   | 마쓰다 노부히로   |
| 6      | (좌)   | 나카타 쇼         |
| 7      | (중)   | 이토이 요시오     |
| 8      | (우)   | 사카구치 도모타카 |
| 9      | (포)   | 긴지로            |
|        | (투)   | 데라하라 하야토   |

| 센트럴 | 센트럴 | 센트럴              |
| 타순   | 수비   | 선수                |
| ------ | ------ | ------------------- |
| 1      | (좌)   | M. 머턴             |
| 2      | (중)   | 아오키 노리치카     |
| 3      | (一)   | 하타케야마 가즈히로 |
| 4      | (三)   | 무라타 슈이치       |
| 5      | (지)   | W. 발렌틴           |
| 6      | (우)   | 조노 히사요시       |
| 7      | (二)   | 이바타 히로카즈     |
| 8      | (포)   | 아이카와 료지       |
| 9      | (유)   | 아라키 마사히로     |
|        | (투)   | 이와세 히토키       |

#### 수상 선수
MVP
- 하타케야마 가즈히로(야쿠르트)

5회말, 다케다 마사루로부터 승리 타점이 되는 역전 3점 홈런을 날렸다.
감투 선수상
- 데라하라 하야토(오릭스)

3이닝을 던져 무실점 호투.
- 블라디미르 발렌틴(야쿠르트)

2안타 1홈런 3타점을 기록.

### 2차전

#### 스코어
| 팀 | 1 | 2 | 3 | 4 | 5 | 6 | 7 | 8 | 9 | R | H  | E |
| 센트럴 | 0 | 0 | 0 | 0 | 1 | 1 | 0 | 0 | 1 | 3 | 12 | 0 |
| 퍼시픽 | 2 | 0 | 0 | 1 | 0 | 0 | 1 | 0 | X | 4 | 8  | 1 |
| 승리 투수: 가라카와 유키(지바 롯데) 패전 투수: 다테야마 쇼헤이(야쿠르트) 세이브: 다케다 히사시(닛폰햄) 홈런: 센트럴 – 사카모토 하야토(요미우리·5회 1점) 퍼시픽 – 나카무라 다케야(세이부·1회 2점, 4회 1점) |   |   |   |   |   |   |   |   |   |   |    |   |

#### 출장 선수
| 센트럴 | 센트럴 | 센트럴              |
| 타순   | 수비   | 선수                |
| ------ | ------ | ------------------- |
| 1      | (유)   | 사카모토 하야토     |
| 2      | (중)   | 아오키 노리치카     |
| 3      | (좌)   | M. 머턴             |
| 4      | (포)   | 아베 신노스케       |
| 5      | (지)   | 무라타 슈이치       |
| 6      | (一)   | 하타케야마 가즈히로 |
| 7      | (우)   | 조노 히사요시       |
| 8      | (三)   | 미야모토 신야       |
| 9      | (二)   | 히라노 게이이치     |
|        | (투)   | 다테야마 쇼헤이     |

| 퍼시픽 | 퍼시픽 | 퍼시픽            |
| 타순   | 수비   | 선수              |
| ------ | ------ | ----------------- |
| 1      | (유)   | 나카지마 히로유키 |
| 2      | (二)   | 이구치 다다히토   |
| 3      | (一)   | 고쿠보 히로키     |
| 4      | (三)   | 나카무라 다케야   |
| 5      | (지)   | 야마사키 다케시   |
| 6      | (좌)   | 나카타 쇼         |
| 7      | (중)   | 이토이 요시오     |
| 8      | (우)   | 사카구치 도모타카 |
| 9      | (포)   | 사토자키 도모야   |
|        | (투)   | 가라카와 유키     |

#### 수상 선수
MVP
- 나카무라 다케야(세이부)

2연타석 홈런으로 3타점을 기록했다.
감투 선수상
- 사카모토 하야토(요미우리)

3안타 1홈런을 기록했다.

### 3차전

#### 스코어
| 팀 | 1 | 2 | 3 | 4 | 5 | 6 | 7 | 8 | 9 | R | H  | E |
| 센트럴 | 0 | 0 | 0 | 0 | 0 | 0 | 0 | 0 | 0 | 0 | 10 | 1 |
| 퍼시픽 | 2 | 0 | 1 | 1 | 0 | 1 | 0 | 0 | X | 5 | 11 | 0 |
| 승리 투수: 다나카 마사히로(라쿠텐) 패전 투수: 요시노리(야쿠르트) 홈런: 퍼시픽 – 이나바 아쓰노리(닛폰햄·1회 2점), T-오카다(오릭스·4회 1점) |   |   |   |   |   |   |   |   |   |   |    |   |

#### 출장 선수
| 센트럴 | 센트럴 | 센트럴              |
| 타순   | 수비   | 선수                |
| ------ | ------ | ------------------- |
| 1      | (중)   | 아오키 노리치카     |
| 2      | (三)   | 미야모토 신야       |
| 3      | (지)   | M. 머턴             |
| 4      | (좌)   | 하타케야마 가즈히로 |
| 5      | (一)   | 구리하라 겐타       |
| 6      | (우)   | W. 발렌틴           |
| 7      | (유)   | 사카모토 하야토     |
| 8      | (포)   | 이시하라 요시유키   |
| 9      | (二)   | 와타나베 나오토     |
|        | (투)   | 요시노리            |

| 퍼시픽 | 퍼시픽 | 퍼시픽            |
| 타순   | 수비   | 선수              |
| ------ | ------ | ----------------- |
| 1      | (유)   | 가와사키 무네노리 |
| 2      | (二)   | 혼다 유이치       |
| 3      | (一)   | 이나바 아쓰노리   |
| 4      | (지)   | 야마사키 다케시   |
| 5      | (三)   | 마쓰다 노부히로   |
| 6      | (우)   | T-오카다          |
| 7      | (좌)   | 나카타 쇼         |
| 8      | (중)   | 이토이 요시오     |
| 9      | (포)   | 시마 모토히로     |
|        | (투)   | 다나카 마사히로   |

#### 수상 선수
MVP
- 이나바 아쓰노리(닛폰햄)

1회에 요시노리로부터 승리 타점이 되는 선제 2점 홈런을 기록했다.
감투 선수상
- 와타나베 나오토(요코하마)

2타석 연속 안타를 기록했다.
- T-오카다(오릭스)

1홈런을 포함한 3안타 맹타를 기록했다.
SKYACTIV TECHNOLOGY상(3경기를 통해서 가장 팬들의 인상에 남은 선수)
- 사이토 유키(닛폰햄)

2경기에 등판하여 1차전에선 1과 1/3이닝, 3차전에선 1이닝 무실점의 호투를 보여줬다.

## 같이 보기
- 일본 야구 기구
- 일본 프로 야구 올스타전